# Saint-Louet-sur-Vire
Saint-Louet-sur-Vire est une commune française, située dans le département de la Manche en région Normandie, peuplée de 209 habitants.

## Géographie
La commune est en Pays saint-lois. L'église et son hameau Basenville sont à 6 km au sud de Torigni-sur-Vire, à 6,5 km à l'est de Tessy-sur-Vire, à 18 km au sud-est de Saint-Lô et à 23 km au nord-ouest de Vire.
Le territoire est traversé par la route départementale no 159 reliant Domjean à l'ouest à la D 974 (ancienne route nationale 174) sur le territoire de Guilberville à l'est. La D 451 la croise au nord du bourg qu'elle traverse, rejoignant la D 675 (ancienne route nationale 175) au sud et, après un tronçon commun avec la D 159, se prolonge en direction de Torigni-sur-Vire au nord. L'accès à l'A84 est à Guilberville (échangeur 40) à 4 km au sud-est.
Saint-Louet-sur-Vire est dans le bassin de la Vire, par son affluent la rivière de Jacre qui traverse puis délimite le territoire à l'ouest. Deux de ses affluents parcourent le territoire communal dont le ruisseau du Moulin qui marque la limite sud-est.
Le point culminant (172 m) se situe en limite sud, près du lieu-dit le Tertre. Le point le plus bas (60 m) correspond à la sortie de la rivière de Jacre du territoire, au nord-ouest. La commune est bocagère.
| Torigny-les-Villes (comm. dél. de Giéville) | Torigny-les-Villes (comm. dél. de Giéville)     | Torigny-les-Villes (comm. dél. de Giéville)     |
| Domjean                                     | Saint-Louet-sur-Vire                            | Torigny-les-Villes (comm. dél. de Guilberville) |
| Beuvrigny                                   | Torigny-les-Villes (comm. dél. de Guilberville) | Torigny-les-Villes (comm. dél. de Guilberville) |

### Hydrographie
La commune est située dans le bassin Seine-Normandie. Elle est drainée par la rivière de Jacre La, le ruisseau du Moulin, le cours d'eau 01 de la Grande Tirelière, le cours d'eau 01 du Breuilly et le cours d'eau 15 de la Vallée,,.
La rivière de Jacre la, d'une longueur de 14 km, prend sa source dans la commune de Torigny-les-Villes et se jette  dans la Vire à Domjean, après avoir traversé trois communes. 

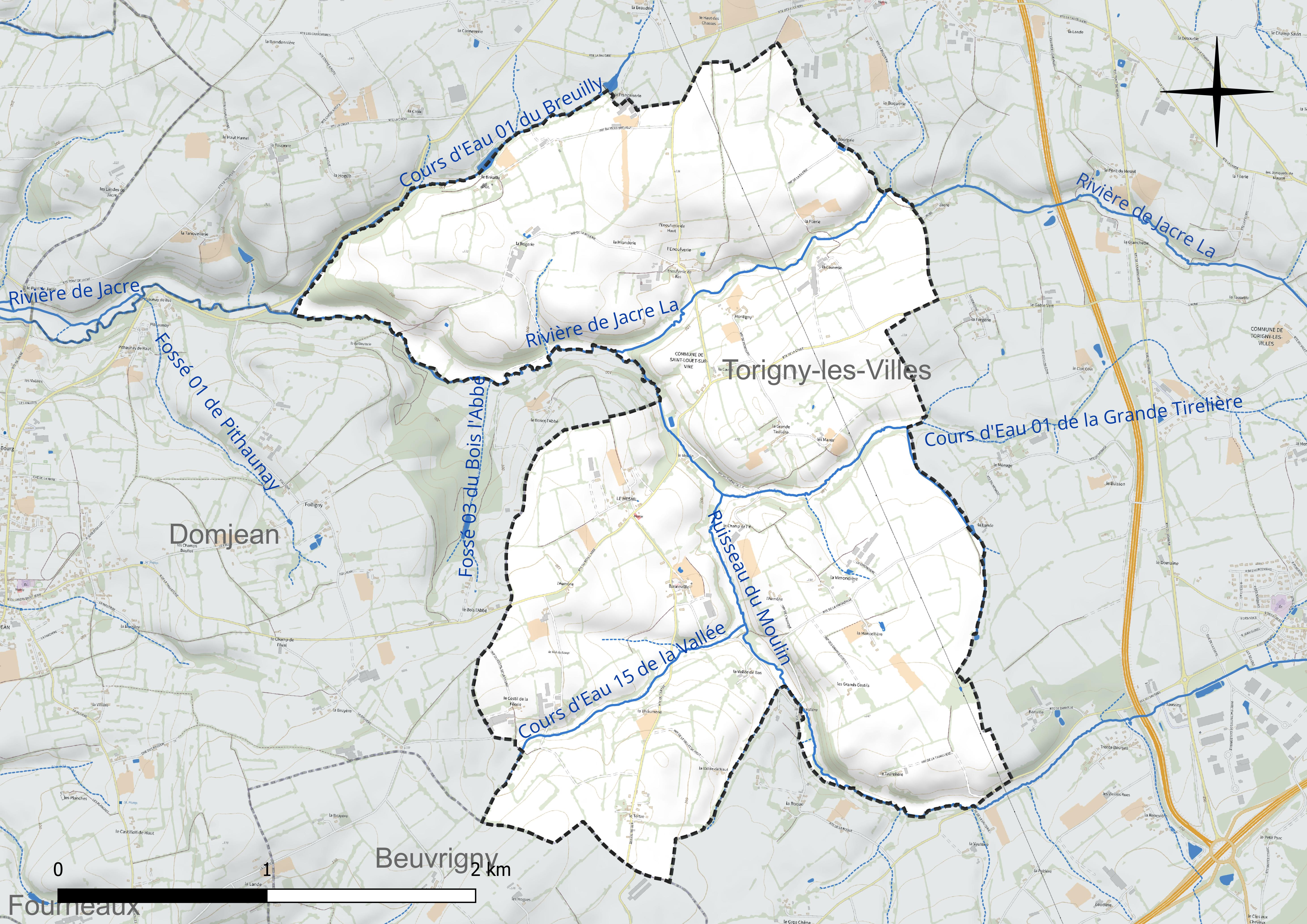
Réseau hydrographique de Saint-Louet-sur-Vire.

### Climat
Pour des articles plus généraux, voir Climat de la Normandie et Climat de la Manche.
En 2010, le climat de la commune est de type climat océanique franc, selon une étude du CNRS s'appuyant sur une série de données couvrant la période 1971-2000. En 2020, Météo-France publie une typologie des climats de la France métropolitaine dans laquelle la commune est exposée à un climat océanique et est dans la région climatique  Normandie (Cotentin, Orne), caractérisée par une pluviométrie relativement élevée (850 mm/a) et un été frais (15,5 °C) et venté. Parallèlement le GIEC normand, un groupe régional d’experts sur le climat, différencie quant à lui, dans une étude de 2020, trois grands types de climats pour la région Normandie, nuancés à une échelle plus fine par les facteurs géographiques locaux. La commune est, selon ce zonage, exposée à un « climat contrasté des collines », correspondant au Bocage normand, bien arrosé, voire très arrosé sur les reliefs les plus exposés au flux d’ouest, et frais en raison de l’altitude.
Pour la période 1971-2000, la température annuelle moyenne est de 10,5 °C, avec une amplitude thermique annuelle de 12,5 °C. Le cumul annuel moyen de précipitations est de 942 mm, avec 14,1 jours de précipitations en janvier et 8,5 jours en juillet. Pour la période 1991-2020, la température moyenne annuelle observée sur la station météorologique la plus proche, située sur la commune de Condé-sur-Vire à 8 km à vol d'oiseau, est de 11,3 °C et le cumul annuel moyen de précipitations est de 956,7 mm,. Pour l'avenir, les paramètres climatiques de la commune estimés pour 2050 selon différents scénarios d’émission de gaz à effet de serre sont consultables sur un site dédié publié par Météo-France en novembre 2022.

## Urbanisme

### Typologie
Au 1er janvier 2024, Saint-Louet-sur-Vire est catégorisée commune rurale à habitat très dispersé, selon la nouvelle grille communale de densité à sept niveaux définie par l'Insee en 2022.
Elle est située hors unité urbaine. Par ailleurs la commune fait partie de l'aire d'attraction de Saint-Lô, dont elle est une commune de la couronne,. Cette aire, qui regroupe 63 communes, est catégorisée dans les aires de 50 000 à moins de 200 000 habitants,.

### Occupation des sols
L'occupation des sols de la commune, telle qu'elle ressort de la base de données européenne d’occupation biophysique des sols Corine Land Cover (CLC), est marquée par l'importance des territoires agricoles (98,8 % en 2018), une proportion identique à celle de 1990 (98,8 %). La répartition détaillée en 2018 est la suivante : terres arables (57,8 %), prairies (38,4 %), zones agricoles hétérogènes (2,6 %), forêts (1,2 %). L'évolution de l’occupation des sols de la commune et de ses infrastructures peut être observée sur les différentes représentations cartographiques du territoire : la carte de Cassini (XVIIIe siècle), la carte d'état-major (1820-1866) et les cartes ou photos aériennes de l'IGN pour la période actuelle (1950 à aujourd'hui).

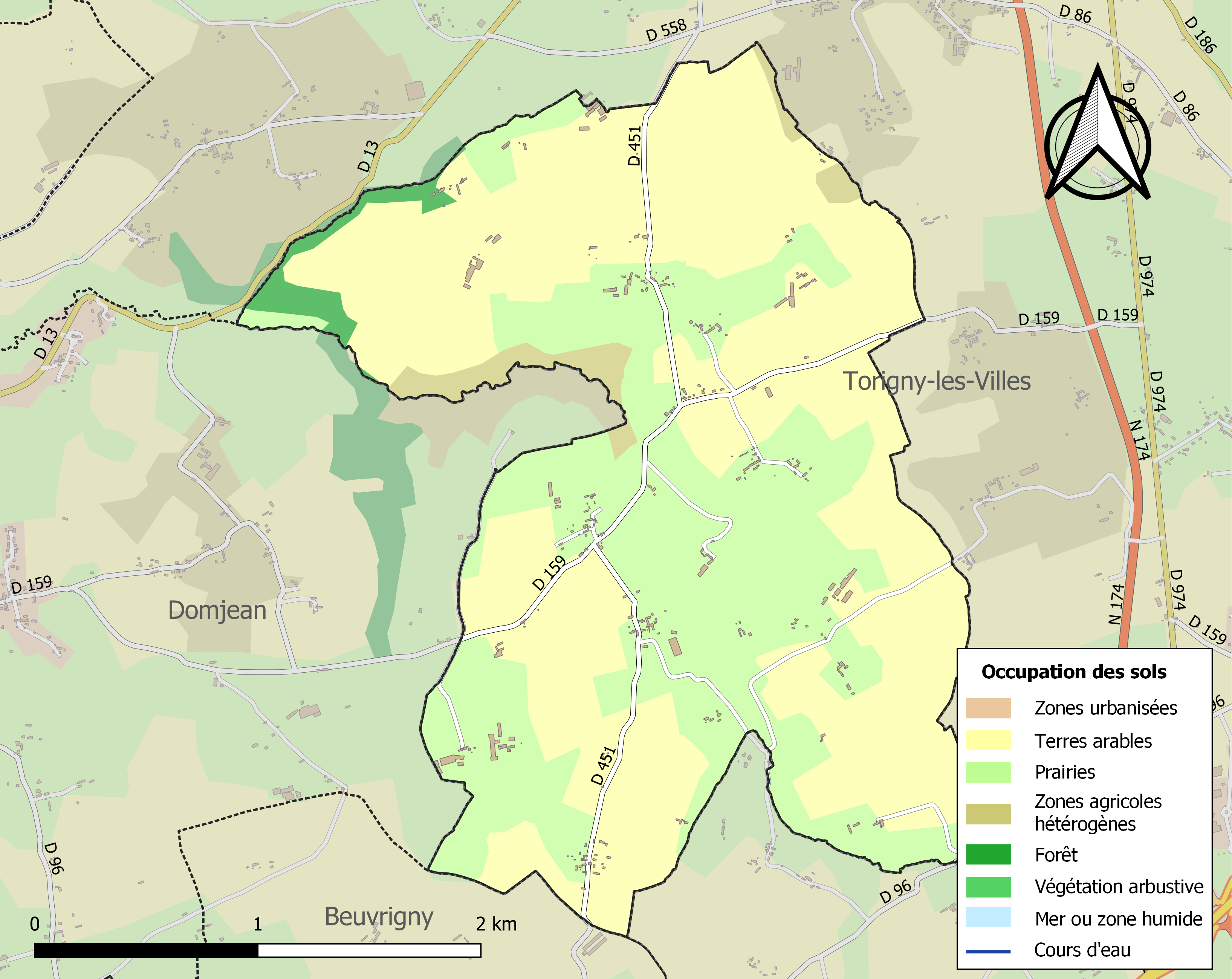
Carte des infrastructures et de l'occupation des sols de la commune en 2018 (CLC).

## Toponymie
Le nom de la localité est attesté sous les formes Sancti Laudi supra Viram en 1146, Sancti Lauduli en 1350, Saint Louet en 1399.
La paroisse est dédiée à Laud de Coutances, appelé ici Louet.
Comme dans Torigni-sur-Vire, sur Vire est un locatif approximatif : la Vire ne traverse ni ne borde le territoire communal.
Le gentilé est Louetais.

## Histoire
Un Thomas de Breuilly figurait en 1434 parmi les 119 défenseurs du Mont-Saint-Michel.
Les principales familles de Saint-Louet furent celles de Farcy et de la Gonnivière.

## Politique et administration
| Période                                  | Période   | Identité        | Étiquette | Qualité   |
| ---------------------------------------- | --------- | --------------- | --------- | --------- |
| 1923                                     | 1954      | Jean Friteau    |           |           |
| 1954                                     | 1964      | Jean Ysabel     |           |           |
| 1964                                     | 1974      | Louis Massier   |           |           |
| 1974                                     | 1989      | Désiré Anne     |           |           |
| 1989                                     | mars 2001 | Noël Lepage     |           |           |
| mars 2001                                | En cours  | Françoise Louis | SE        | Comptable |
| Les données manquantes sont à compléter. |           |                 |           |           |

Le conseil municipal est composé de onze membres dont le maire et deux adjoints.

## Démographie
L'évolution du nombre d'habitants est connue à travers les recensements de la population effectués dans la commune depuis 1793. Pour les communes de moins de 10 000 habitants, une enquête de recensement portant sur toute la population est réalisée tous les cinq ans, les populations de référence des années intermédiaires étant quant à elles estimées par interpolation ou extrapolation. Pour la commune, le premier recensement exhaustif entrant dans le cadre du nouveau dispositif a été réalisé en 2006.
En 2022, la commune comptait 209 habitants, en évolution de +1,46 % par rapport à 2016 (Manche : −0,31 %, France hors Mayotte : +2,11 %).
Saint-Louet-sur-Vire a compté jusqu'à 490 habitants en 1821.
| 1793 | 1800 | 1806 | 1821 | 1831 | 1836 | 1841 | 1846 | 1851 |
| ---- | ---- | ---- | ---- | ---- | ---- | ---- | ---- | ---- |
| 472  | 418  | 464  | 490  | 433  | 420  | 423  | 422  | 407  |

| 1856 | 1861 | 1866 | 1872 | 1876 | 1881 | 1886 | 1891 | 1896 |
| ---- | ---- | ---- | ---- | ---- | ---- | ---- | ---- | ---- |
| 390  | 369  | 341  | 341  | 342  | 308  | 309  | 310  | 307  |

| 1901 | 1906 | 1911 | 1921 | 1926 | 1931 | 1936 | 1946 | 1954 |
| ---- | ---- | ---- | ---- | ---- | ---- | ---- | ---- | ---- |
| 305  | 282  | 272  | 244  | 258  | 251  | 262  | 255  | 242  |

| 1962 | 1968 | 1975 | 1982 | 1990 | 1999 | 2006 | 2011 | 2016 |
| ---- | ---- | ---- | ---- | ---- | ---- | ---- | ---- | ---- |
| 228  | 220  | 181  | 184  | 196  | 172  | 175  | 205  | 206  |

| 2021 | 2022 | - | - | - | - | - | - | - |
| ---- | ---- | - | - | - | - | - | - | - |
| 208  | 209  | - | - | - | - | - | - | - |

## Lieux et monuments

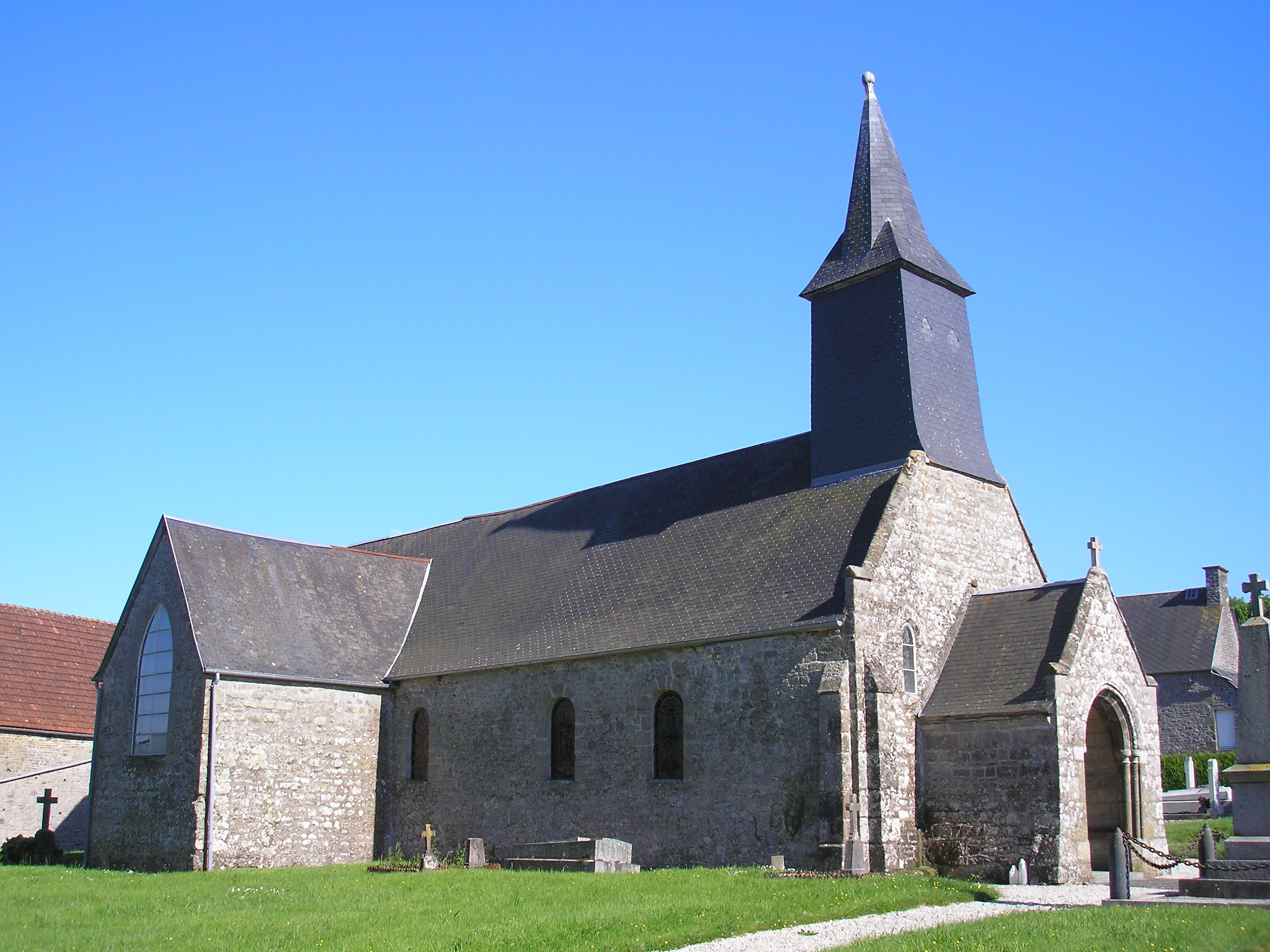
L'église Saint-Lô.

- Église Saint-Lô (XIIe siècle) d'origine romane dont le portail latéral et avec un avant-porche gothique. L'édifice abrite une cloche classée au titre objet aux monuments historiques[30], ainsi que des dalles funéraires de la famille de la Gonnivière (XVIe-XVIIIe) et une chaire à prêcher du XVIIIe[23].

Le chapitre de Bayeux percevait les deux-tiers de la dîme.
- Calvaire de 1689 avec un socle armorié et croix refaire.
- Croix de cimetière du XVIIIe siècle.
- Oratoire de la Vierge à la Rose du XXe siècle.
- Ancien presbytère.
- Manoir de Bazanville (XVe – XVIIe siècles). Gentilhommière avec fenêtres à meneaux, colombier et puits.
- Château de Breuilly (XVIIIe siècle), ancienne propriété de la famille de La Gonnivière qui remonte au XIe siècle, possession d'Édouard de La Gonnivière (1777-1824), seigneur de Breuilly très impliqué dans la chouannerie normande et qui passa par la suite entre les mains de Charles-François Caillemer (1757-1843), avocat et juge de paix à Tessy-sur-Vire puis de Jean Friteau (1895-1953).
- L'intersection du 49e parallèle nord et du 1er méridien à l'ouest de Greenwich (cliquer pour visualiser : 49° N, 1° O) se trouve sur le territoire de la commune, au sud du lieu-dit la Rogerie (voir aussi le Degree Confluence Project).

## Personnalités liées à la commune
- Charles François Caillemer (1757 - château de Breuilly, 1843), avocat, député de la Manche au Conseil des Anciens.